# آوتیک گئورگیان
آوتیک (آورورا، آوت) آشوتی گئورگیان (ارمنی: Ավետիք (Ավրորա, Ավետ) Աշոտի Գևորգյան؛ انگلیسی: Avetik Gevorkyan؛ ۵ دسامبر ۱۹۴۰ – ۲۲ آوریل ۱۹۸۴) یک بازیگر اهل ارمنستان بود. وی بین سال‌های - تا - میلادی فعالیت می‌کرد.

## زندگی‌نامه
وی در ۵ دسامبر ۱۹۴۰ در ایروان به دنیا آمد و از کالج دولتی صنایع سبک ایروان فارغ‌التحصیل شد. وی برادر لائورا گئورگیان است. وی در آرمن‌فیلم فعالیت می‌کرد.  در سال ۱۹۸۰ وی به شدت بیمار شد. وی در ۲۲ آوریل ۱۹۸۴ در سن ۴۳ سالگی در ایروان درگذشت.

## گزیده فیلمشناسی
از فیلم‌ها یا برنامه‌های تلویزیونی که وی در آن نقش داشته است می‌توان به مردان، ستاره امید اشاره کرد.